# شمس الدين القهستاني
شمس الدين محمد القُهُسْتَاني (توفي نحو 953 هـ / نحو 1546 م) هو فقيه حنفي ، كان مفتيا ببخارى.
من آثاره: «جامع الرموز» في شرح النقاية مختصر الوقاية، لصدر الشريعة عبيد الله بن مسعود. وقد طبع الكتاب مع شروح له في قازان سنة 1308 هـ.